# Côme-Damien Degland
Pour les articles homonymes, voir Degland.
Côme-Damien Degland est un  médecin et un zoologiste français, né le 6 juillet 1787 à Armentières et mort le 1er janvier 1856 à Lille.

## Biographie
Il est médecin-chef de l’hôpital Saint-Sauveur de Lille. Il participe à la fondation du Muséum d’histoire naturelle de cette ville qui achète la collection de Degland. Il fait paraître en 1839, un Catalogue des oiseaux observés en Europe, principalement en France et surtout dans le nord du royaume. En 1849, la maison d'édition Roret fait paraître son livre majeur Ornithologie européenne, ou Catalogue analytique et raisonné des oiseaux observés en Europe (deux volumes). Celui-ci étant rapidement épuisé, il prépare une version étendue mais il tombe malade ce qui l’empêche de mener à bien son projet. Celui-ci est alors repris par Zéphirin Gerbe (1810-1890) qui l’édite en 1867 chez Baillère (Paris) tout en l’enrichissant.

## Publications
- Côme-Damien Degland, Ornithologie européenne, ou Catalogue analytique et raisonné des oiseaux observés en Europe, Paris, Roret, 1849 (lire en ligne)(BNF 30310370)

## Hommage
Le nom de latin de la Macreuse à ailes blanches, Melanitta deglandi commémore ce zoologiste. Une rue de Lille, située entre la rue Gambetta et la place Casquette dans le quartier de Wazemmes, en porte aussi le nom.